# Domingos José da Rocha
Domingos José da Rocha (Cachoeiro de Itapemirim, 27 de agosto de 1862 — 16 de novembro de 1914), foi um engenheiro, professor e político brasileiro.
Foi nomeado vice-governador de Minas Gerais em 12 de abril de 1890, assumindo o governo interinamente três vezes, de 20 a 23 de julho, de 6 a 13 de agosto e de 4 a 17 de outubro de 1890.